# ريتشارد أنطوني بروكتر
ريتشارد أنطوني بروكتر (بالإنجليزية: Richard A. Proctor )‏ (و. 1837 – 1888 م) هو عالم فلك من المملكة المتحدة . ولد في تشيلسي، لندن .
توفي في مدينة نيويورك، عن عمر يناهز 51 عاماً. بسبب حمى صفراء .

## التعليم
تعلم في كلية سانت جونز، وكلية كينجز لندن